# 内航海運
内航海運 (ないこうかいうん)とは、国内貨物の海上運送のことをいう。
内航海運には地域ごとの特異性がある。また、シンガポールのように地理的条件により内航海運が存在しない国もある。

## 欧米における内航海運

### アメリカ合衆国
アメリカ合衆国では伝統的に太平洋岸地域の港と大西洋岸地域の港を結ぶ海運活動、また太平洋岸とハワイ諸島との間の海運活動も内航海運として扱われてきた。しかし、太平洋岸地域の港と大西洋岸地域の港を結ぶ海運活動は、パナマ運河を通航するとしても、島国である日本国内の内航海運とは趣を異にする。また、太平洋岸とハワイ諸島との間の海運活動も、他の多くの国にみられる離島航路とはけた違いに規模が大きく遠洋航路に属するとしたほうがむしろ適当と思われるような独特の内航活動となっている。

### ヨーロッパ大陸
ヨーロッパの大陸諸国では海を利用した内航活動も活発であるが、イタリアのような半島国、西ヨーロッパ諸国、スカンジナビア諸国などの海運では外見上・形状上大きな差異がある。
ヨーロッパの大陸諸国では河川や運河を利用した内航活動が活発である。ただし、北米の五大湖水運に匹敵するような湖を利用した水運は見られず、使用船舶の大きさも北米の五大湖水運に比べて相当小さい。

### イギリス
イギリスの内航には沿岸航路のものと河川や運河のものがある。特にイギリスの河川や運河の内航は、日本の河川と比べて特に広幅・長大ではないが水深が深く、運河も発達しているため、この点では日本の内航活動とは異なる。イギリスでは純海運的内航と河川水運的内航の間に大きな差異はない。

## 日本における内航海運
内航海運業法の第2条において、
と定義されている。

### 内航船舶
2014年3月31日現在、5,249隻、360万9,025総トン。

### 内航事業者
2014年3月31日現在、3,641事業者であるが、内、休止等事業者が476事業者あり、営業事業者は3,165事業者。

### 内航船員数
2013年10月現在、19,893名。55歳以上が4割を超え、高齢化が進んでいる。

## 参考資料
- 『海事レポート2014』（国土交通省海事局、2014年）
- 『内航海運の活動』（日本内航海運組合総連合会、2014年）